# Thomas Nickcolson
Thomas Nickcolson (ur. 21 marca 1982) – trynidadzko-tobagijski piłkarz występujący na pozycji obrońcy. Zawodnik klubu W Connection.

## Kariera klubowa
Nickcolson zawodową karierę rozpoczął w 2004 roku w zespole W Connection. Od tego czasu zdobył z nim 2 mistrzostwa Trynidadu i Tobago (2005, 2012) oraz pięć Pucharów Ligi Trynidadzko-Tobagijskiej (2004, 2005, 2006, 2007, 2008). Wraz z klubem dwukrotnie (2006, 2009) triumfował także w rozgrywkach CFU Club Championship.

## Kariera reprezentacyjna
W reprezentacji Trynidadu i Tobago Nickcolson zadebiutował w 2003 roku. W 2007 roku został powołany do kadry na Złoty Puchar CONCACAF. Zagrał na nim w meczach z Salwadorem (1:2) i Stanami Zjednoczonymi (0:2), a Trynidad i Tobago zakończył turniej na fazie grupowej.